# Lycopodioides pervillei
Lycopodioides pervillei là một loài thực vật có mạch trong Họ Thạch tùng. Loài này được (Spring) Kuntze mô tả khoa học đầu tiên năm 1891.